# Савичевич, Срджан
Срджан Савичевич (серб. Срђан Савићевић; 14 июня 1971) — югославский футболист.

## Биография
С 1992 по 1993 годы играл в клубе «Слога» Кралево. С 1993 года на протяжении 6 лет выступал в Греции и Финляндии, сменил несколько клубов, самые известные из которых «Аполлон» Каламария и ТПС Турку. В начале 2000 года вернулся на родину и отыграл полгода в «Слоге». 7 июля 2000 года вместе с другими югославскими игроками, среди которых были Ненад Чиркович, Драшко Милекич, Предраг Алемпиевич и Горан Сретенович был заявлен за российский «Уралан» на правах аренды до конца сезона. Дебютировал на следующий день в матче 16-го тура чемпионата России на выезде против московского «Спартака» выйдя на 55-й минуте матче на замену Видасу Данченко. В сезоне провёл 10 матчей, забитыми мячами не отметился. «Уралан» вылетел в Первый дивизион, а сам Савичевич покинул клуб. Дальнейшая судьба игрока неизвестна.